# Словенска плажа (хотел)
Словенска плажа је туристички комплекс саграђен у виду насеља. Налази се у у Будви (Црна Гора), у непосредној близини центра, на 10 минута шетње од Старог града. Изграђен је 1984. године у медитеранском стилу, што овом насељу даје посебну атмосферу. У оквиру комплекса се налазе бројни ресторани, барови, продавнице, сувенирнице, туристичке агенције, козметички салони, тениски терени и друго. У оквиру комплекса налазе се два базена и дјечије игралиште.
Tуристички комплекс „Словенска плажа” се, усвајањем одређених правила опредијелило за еколошку хотелску понуду. После испуњавања низа комплексних правила, прописаних од стране Европске уније и уз менторски надзор међународних стручњака надлежних у области еко ознака, ово туристичко насеље је постало један од првих хотелских објеката у Црној Гори који је добио европски сертификат у области заштите животне средине Eco Label, који обавезује да се пословање базира на одрживом развоју, уз минимално угрожавање природних ресурса.
Хотел послује у оквиру Хотелске групе „Будванска ривијера”. Сезонског је карактера и отворен је од маја до краја октобра.

## Историја
Хотелски комплекс „Словенска плажа” изграђен је 1984. године. У вријеме отварања представљао ја праву сензацију на туристичком тржишту због импресивне величине, опремљености, оригиналне медитеранске архитектуре и 16 хектара зелених површина са уређеним вртовима. Саграђен је послије разорног земљотреса 1979. године, на мјесту гдје се налазило пет порушених хотела. Комплекс је веć тада посједовао систем соларних колектора, који је био први пројекат такве врсте у региону..
Послије тридесет година рада комплекс је потпуно реновиран, а радови на реновирању трајали су од 2010. до 2012. године.

### Име комплекса
Кокплекс је добио име по истоименој плажи у чијем се залеђу налази. Мање је познато да су чари Словенске плаже први открили чешки туристи, у периоду између два свјетска рата, када су из године у годину Чеси и Словаци летовали уз ову плажу која се сврстава међу најлепше плаже Медитерана. По овим првим туристима плажа је и добила име.

## Положај
Хотелски комплекс „Словенска плажа” се налази у центру Будве, на само 10 минута шетње од Старог града. Од аеродрома у Тивту удаљен је 18 км, од железничке станице у Бару 45 км, од аутобуске станице у Будви свега 500 м.
Од истоимене плаже удаљен је око 50 м. Сама плажа дуга је око 1600 м и пружа се од Старог града до рта Завала, који дијели ову од плаже у Бечићима.

## Изглед комплекса и садржаји
Хотелски комплекс „Словенска плажа” својом архитектуром представља туристичко насеље изграђено у медитеранском стилу. Чине га хотели, блокови ниских зграда, уске пјешачке улице и живописне пјацете (мали тргови).  Карактерише га романтичан изглед - коси кровови, симетричан дизајн, балкони на отвореном и терасе које задивлују госте.Непосредна близина Словенске плаже и живописне зелене површине нуде широке могућности активног одмора. У оквиру комплекса се налази неколико ресторана и барова, продавнице, сувенирница, туристичка агенција, козметички и фризерски салон, здравствена установа, тениски терени. У оквиру комплекса су и два базена и дјечији забавни парк. Цио комплекс је пјешачка зона и посједује отворени и надкривени паркинг простор.
Комплекс располаже са 2.500 лежајева распоређених у 1016 смјештајних јединица категорисаних са три и четири звјездице.
Смештајне јединице  су добро означене и повезане, тако да омогућавају гостима једноставно сналажење кроз насеље. Обо породично гнијеѕдо чини 10 засебних вила обогаћених препознатљивим медитеранским растињем које су добиле називе према посебним врстама медитеранског растиња - Чемпреси, Мирта, Магнолија, Кана, Палма, Камелија, Лимуна, Олеандра, Рузмарин и Маслина. Сви апартмани и највећи број соба има терасу. Исхрана је на бази полупансиона, доручка и вечере, шведског стола или all inclusive услугe.
У склопу хотела постоје два базена  Рондо I у Рондо II  са сланом водом са додатним функцијама. за више забаве постоји тим аниматора који осмишљава и реализује бројне дјечије програме, као и програме ѕа старије. Сав плажни мобилијар на базену је бесплатан (лежаљке и сунцобрани).
Поред главних ресторана и њихових all inclusive барова, у насељу се налазе ресторан Пјаца, Аперитив бар и Распућин.
Један од најмодернијих тениских центара у региону налази се у оквиру овог туристичког насеља - 11 терена (8 на шљаци и 3 бетонска терена) са свом додатном опремом и објектима (свлачионице, тушеви, простор ѕа одмор, кафе бар).
Током цијеле туристичке сезоне организују се културно-забавни и спортско-рекреативни програми за дјецу и одрасле, у затвореним просторима и на спортским теренима.
Листа „Најбољи хотели у Будви“ почиње именом Словенска плажа, јер поред смјештаја и хране нуди обиље активности за све чланове ваше породице. Овај хотел учиниће да ваш дуго ишчекивани и заслужени љетњи одмор учини безбрижним и незаборавним!

## Зелене површине у оквиру комплекса
У оквиру комплекса „Словенска плажа” налази се и парк, велика уређена зелена површина која представља једну од ријетких зелених оаза у самом центру Будве. Ово је највећа уређена зелена површина у Будви, на површини од 14 хектара, са катастром од преко 300 различитих биљних врста. Богат биљни фонд ове зелене оазе „Словенске плаже” осмишљен је тако да, између осталог, упозна туристе са различитим биљним врстама медитеранског подручја. Десет вила у насељу носе називе по засађеном медитеранском биљу у свакој од њих. Осим тога, одржавање зеленила на овој површини усклађено је са критеријумима заштите животне средине, уз наводњавање техничком водом из сопствених бунара. Крајем 2019. године покренута је иницијатива за проглашење трајне заштите природних посебности, зелених и јавних површина у оквиру Туристичког насеља.

## Опредијељеност за еко туризам
Туристичко насеље "Словенска плажа" пионир је у примени многих новим техничко-технолошких достигнућа од свог оснивања 1984. године. Све технологије подређене су концепту еколошке ефикасности пословања. Пројекат добијања Eco Label сертификата захтевао је издвајање одређених новчаних средстава, али је очигледна корист која ће своју вишеструку валоризацију имати у будућем периоду, како са аспекта заштите животне средине, тако и са аспекта снижавања трошкова. Међу бројним задатим критеријумима које је за добијање сертификата требало испунити, посебан акценат стављен је на сљедеће: 
- ограничена потрошња енергије увођењем штедних сијалица,
- ограничена потрошња воде увођењем штедних чесама,
- штедљиво коришћење средстава за хигијену и чишћење на бази критеријума заштите животне средине,
- спречавање стварања већих количина отпада савјесном куповином производа,
- давање предности коришћењу обновљивих извора енергије,
- набавка и употреба производа са ознаком заштите животне средине,
- обнављање и постављање нових соларних панела у циљу остваривања веће енергетске ефикасности.[5]

Најважније техничко-технолошке новине које су примијењене у хотелском комплексу „Словенска плажа”:
- Термо соларни интегрисан систем загријавања санитарне воде - туристичко насеље „Словенска плажа” је и у години отварања, давне 1984. године, посједовало систем соларних колектора, који је тада био први пројекат такве врсте у региону.[5] Послије три деценије овај систем постао је енергетски неефикасан и није могао да задовољи актуелне хотелске стандарде и потребе, па је у потпуности замијењен током посљедње реконструкције. Ново, савремено и високо ефикасно рјешење представља комбинацију соларних колектора, топлотне пумпе, резервоара за воду и централног контролног система. Овај систем снабдијевања енергијом за гријање топле санитарне воде ствара велику уштеду и својим радом не оптерећује околину.
- Сопствени артерски бунари - за одржавање чистоће и зелених површина у оквиру комплекса изграђена су два артерска бунара капацитета 3,6 л/сек. Систем цијеви разведених кроз цио комплекс има укупну дужину од 3 км. Аутоматизација система омогућава врхунски квалитет одржавања зелених површина унутар комплекса.
- Електрични транспорт кроз комплекс - моторни саобраћај у оквиру комплекса није дозвољен, а транспорт кроз насеље организован је електричним возилима која се напајају уз помоћ акумулаторских батерија.[5] Транспорт електричним возилима организован је како за превоз гостију од рецепције до смјештајне јединице, тако и за превоз намирница, техничке, комуналне и за потребе домаћинства.
- Отпад - све отпадне и атмосферске воде одлазе у систем градске канализационе мреже. У свим кухињама налазе се сепаратори масти, а искоришћена масноћа прикупља се и прослеђује овлашћеним организацијама за прераду коришћеног уља.[10]

Осим Eco Label сертификата, Хотелска група „Будванска ривијера”, чији је „Словенска плажа” дио, једна је од ријетких компанија у Црној Гори која је потписница Глобалног етичког кодекса за туризам. Овај кодекс усвојен је од стране Генералне скупштине Свјетске туристичке организације и признат је од стране Генералне скупштине Уједињених нација. Кодекс је потписало 440 потписника из 53 земље. Овим споразумом су кроз десет начела, осим толеранције у најширем смислу и високог уважавања туриста и њихових потреба, обухваћене и активности на очувању природних ресурса и околине, са циљем да се природно богатство заштити од негативних утицаја.
Нискокарбонски туризам је нов начин путовања и одмора, који нуди већу вриједност и богатија искуства за туристе и обезбјеђује друштвене, економске и еколошке предности кроз смањење емисија угљендиоксида из туристичких активности. Такав пројекат реализују Министарство одрживог развоја и туризма Црне Горе и Програм Уједињених нација за животну средину у Црној Гори, са циљем да се у сектору туризма, уношењем промјена у пословном и законском амбијенту, смање негативни утицаји на животну средину, односно карбонски отисак. Хотелски комплекс „Словенска плажа” један је од хотела који су се одазвали овој иницијативи.

## Награде
Туристички комплекс „Словенска плажа” један је од првих туристичких објеката у Црној Гори носилац европског сертификата Eco Label, који обавезује да се пословање базира на одрживом развоју, уз минимално угрожавање природних ресурса.
Овај комплекс такође је и добитник Wild Beauty award награде за најљепши локалитет у 2013. години.
На Сајму туризма у Прагу комплекс „Словенска плажа” добио је специјално признање за првокласне услуге у сезони 2012.
- Једна од пјацета
- Простор за одмор
- Украсно зеленило
- Терасе у апартманима

## Види јиш
- Будванска ривијера
- Туризам у Црној Гори
- Хотел